# Журавлиная железнодорожная ветка
Журавлиная железнодорожная ветка — узкоколейная железная дорога, ответвление промышленной Белорецкой железной дороги от разъезда Шушпа на станцию Журавлиное болото. Длина 18 км. Построена в 1912 — 1914 году китайскими рабочими.
Ветка использовалась для вывоза торфа  с болот на металлургические заводы (Катав-Ивановского, Белорецкого, Магнитогорского).
В 1926 году были известны пять населённых пунктов у ветки (в скобках — число хозяйств на 1925 год по данным издания Населенные пункты Башкортостана. Ч.III. Башреспублика, 1926. — Уфа: Китап, 2002.- с.400):
- Ж.-д. казарма 6-й версты Журавлиной железнодорожной ветки (?)
- Ж.-д. казарма 13-й версты Журавлиной железнодорожной ветки (4)
- Ж.-д. казарма 17-й версты Журавлиной железнодорожной ветки (4)
- Журавлиное болото (9)
- Журавлиное болото (32)

Все они входили в Тирлянскую волость, Тамьян-Катайского кантона.
Разобрана до 1972 года.
Сохранившиеся следы железной дороги используются как туристическая достопримечательность для туристов из близлежащих городов Белорецк, Магнитогорск.